# Europe (fille d'Agénor)
Pour les articles homonymes, voir Europe (homonymie).
Dans la mythologie grecque, Europe (en grec ancien : Εὐρώπη / Eurṓpē) est une princesse phénicienne, fille d'Agénor, roi de Tyr, et de Téléphassa, et sœur notamment de Cadmos.
Les institutions de l'Union européenne favorisent le nom de cette figure mythologique comme étymologie du nom du continent européen,,.

## Étymologie
L'étymologie couramment admise de ce nom y voit un composé de εὐρύς / eurús, « large » et ὤψ / ṓps, « œil, vue »,. La terre « à l'aspect large » constitue une vieille épithète de la Terre que l'on retrouve dans plusieurs traditions indo-européennes : « la large terre » en grec, « la large terre » ou simplement « la large » en sanskrit, et de même dans les langues germaniques. Europe serait ainsi l'une des figures de la déesse Terre, renouvelée,.
Pour le linguiste Jean Haudry, ni cette héroïne, ni ses homonymes, ne personnifient une terre. Ce serait un qualificatif de la vache « au large regard » qui s'unit au « taureau » Zeus, le désignateur de la terre « où le regard porte au loin » provenant de la même racine.
Selon d'autres ouvrages, cette étymologie ne tient pas compte de l'origine phénicienne d'Europe, pour laquelle on a proposé une racine dans une langue sémitique. Ainsi, la première mention connue du mot proviendrait d'une stèle assyrienne, qui distingue les rivages de la mer Égée par deux mots phéniciens : ereb « couchant, soir » → « occident », et assou « levant » → « pays du levant ». L'origine des noms grecs Eurôpê et Asia se trouverait dans ces deux termes sémitiques par lesquels les marins phéniciens désignaient les rives opposées de la Grèce actuelle et de l'Anatolie, ce que l'on retrouve dans un hymne à Apollon datant d’environ 700 avant notre ère, où Eurôpè représente encore, comme Ereb, le simple littoral occidental de l’Égée,. La mythologie grecque perpétuerait ainsi l'origine sémitique du mot, en en faisant le nom de la princesse phénicienne.
Néanmoins, cette étymologie sémitique est selon certains « à peine encore défendue »,  Martin Litchfield West soutenant que « phonologiquement, la correspondance entre le nom de l'Europe et toute forme de mot sémitique est très mauvaise ». Cependant, le Dictionnaire historique de la langue française affirme pour sa part que l'hypothèse phénicienne est « sémantiquement plus satisfaisante ».

## Mythe
Selon une version du mythe, Europe, fille d'Agénor, roi de Tyr, une ville de Phénicie (actuel Liban) fit un rêve. Le jour même, Zeus la rencontra sur une plage de Sidon, se métamorphosa en taureau blanc, afin de l'approcher sans l'apeurer et d'échapper à la jalousie de son épouse Héra. Europe s'approche de lui. Chevauchant l'animal, elle est enlevée sur l'île de Crète à Gortyne (ou, au nord du Bosphore, selon certaines versions). À Gortyne, sous un platane, qui depuis lors est toujours vert, Europe s'accouple avec Zeus, sous forme humaine cette fois. De leur union naissent Minos, Rhadamanthe, et Sarpédon, qui s'exila en Anatolie, à Milet. Plus tard, Europe est donnée par Zeus, comme épouse au roi de Crète, Astérion.

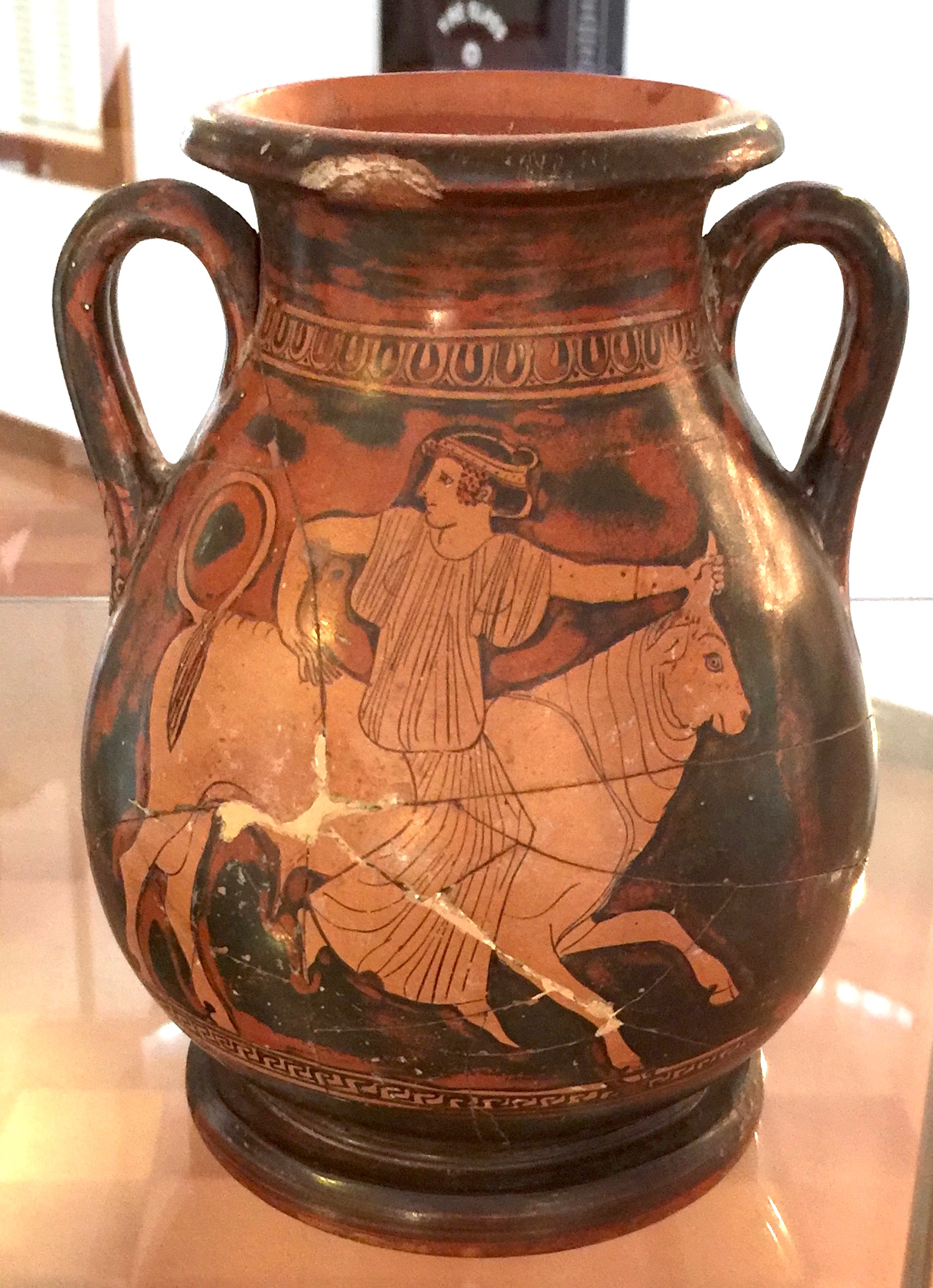
Enlèvement d'Europe. Vers -490. Musée d'Agrigente.
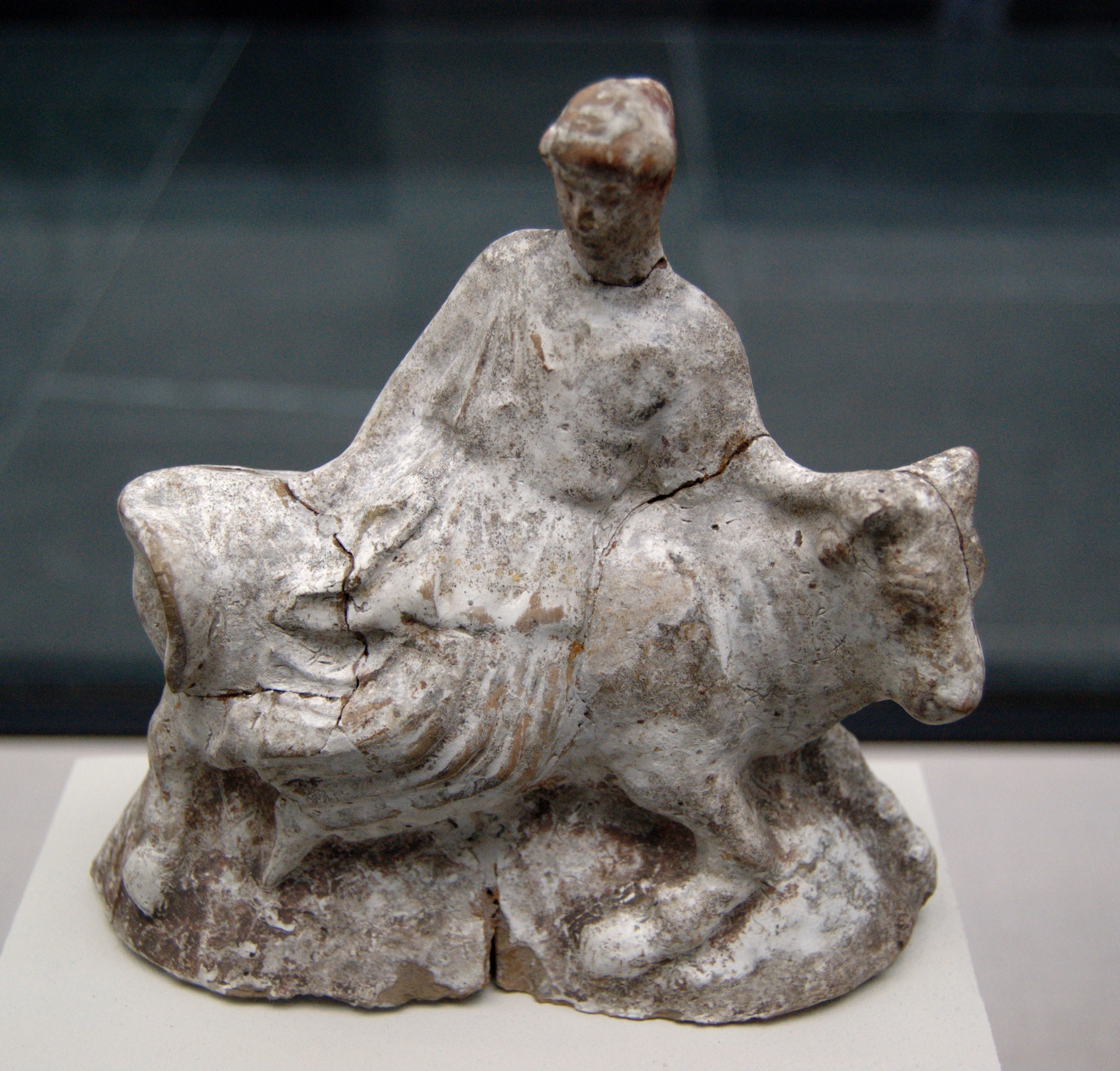
Europe sur le taureau, 480-460 av. J.-C. terre cuite d'Athènes Staatliche Antikensammlungen
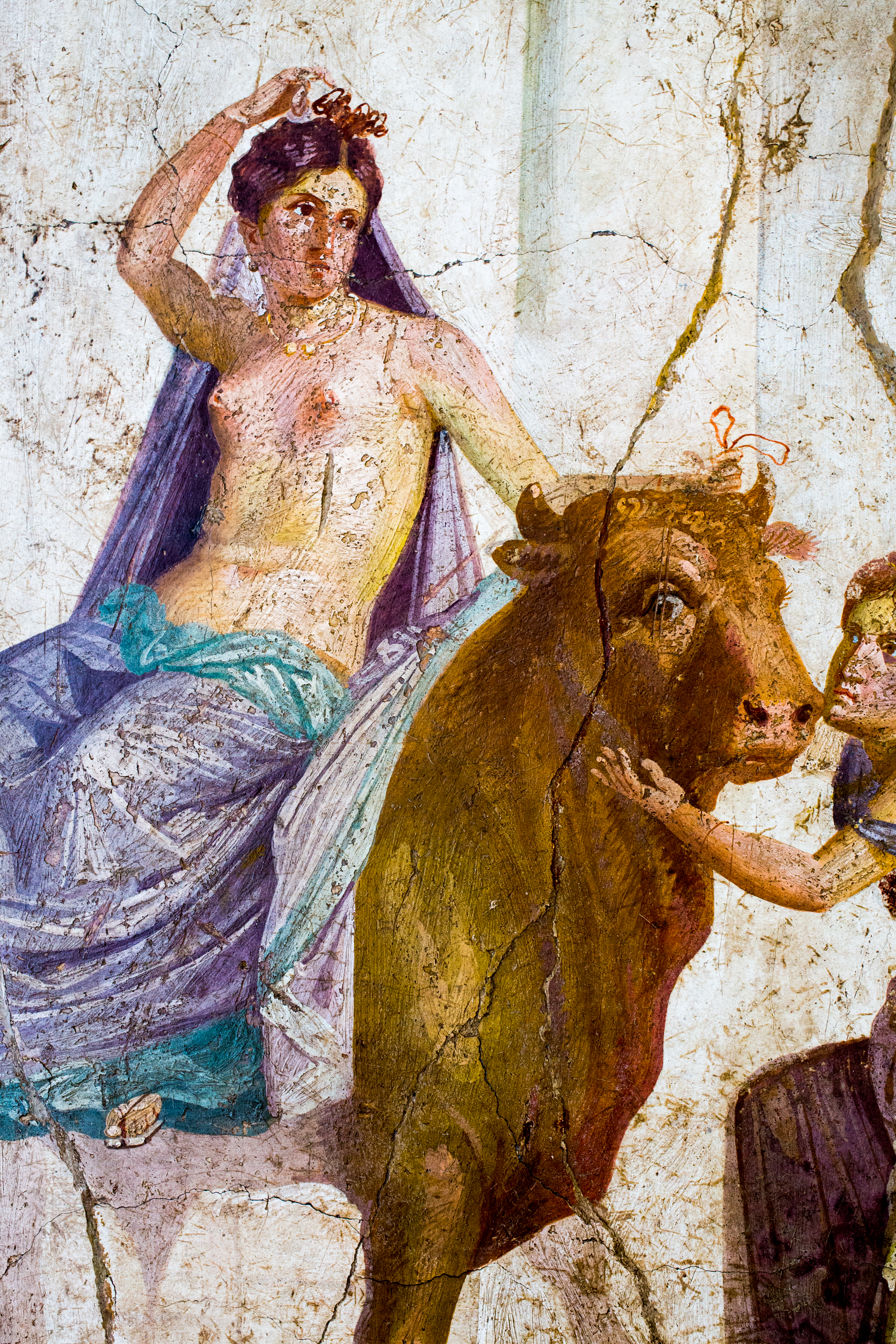
Fresque d'Europe sur un taureau à Pompéi. Musée de Naples

## Interprétations
Ce mythe garderait la mémoire des pillages menés par les Doriens sur les côtes de Phénicie qui pouvaient s'accompagner du rapt de femmes dans la Grèce préhellénique.
Pour Françoise Gange l'enlèvement et le viol d'Europe marqueraient le passage de l'ère de la Déesse mère à celui d'une toute-puissance masculine.

## Représentations après l'Antiquité
L'enlèvement d'Europe a inspiré de nombreux artistes à travers les siècles : les peintres Paul Véronèse, le Titien (copié par Rubens), Rembrandt, Giambattista Tiepolo, les musiciens tel Darius Milhaud ou des sculpteurs comme Fernando Botero. Dans la représentation des artistes « l’enlèvement d’Europe apparaîtra suivant les cas comme un rapt violent ou comme un cortège nuptial auquel prennent part de nombreuses divinités. »
En littérature, Moschos, André Chénier, Rimbaud et d'autres poètes ont écrit des textes sur le thème du mythe d'Europe. Elle est la neuvième femme de renom dont l'histoire a été contée par l'auteur florentin Boccace dans son œuvre De mulieribus claris publiée en 1374.
Au cinéma, Europe est le personnage principal du film de Christophe Honoré intitulé Métamorphoses.

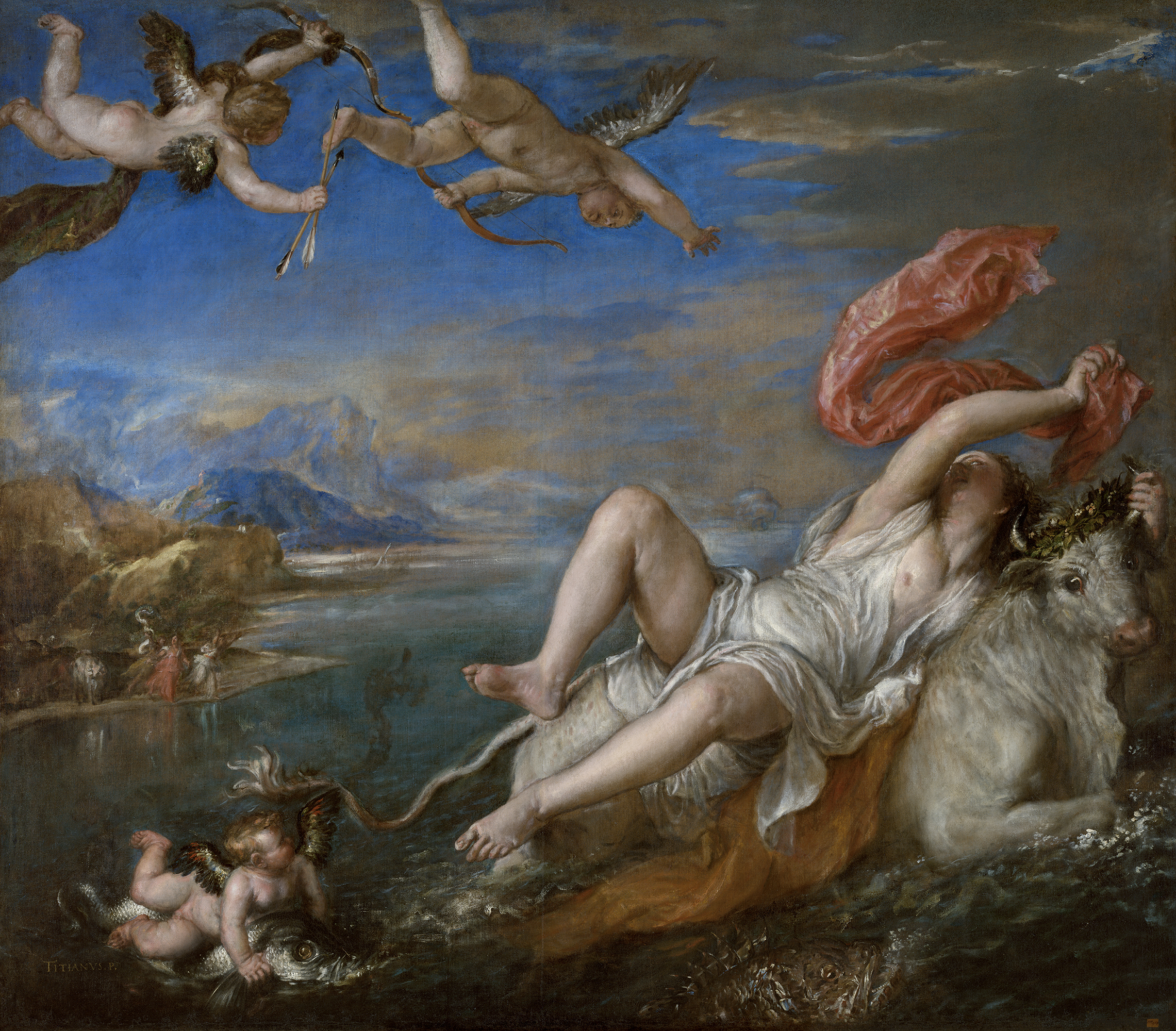
Le Rapt d'Europe Titien (1559-1562)
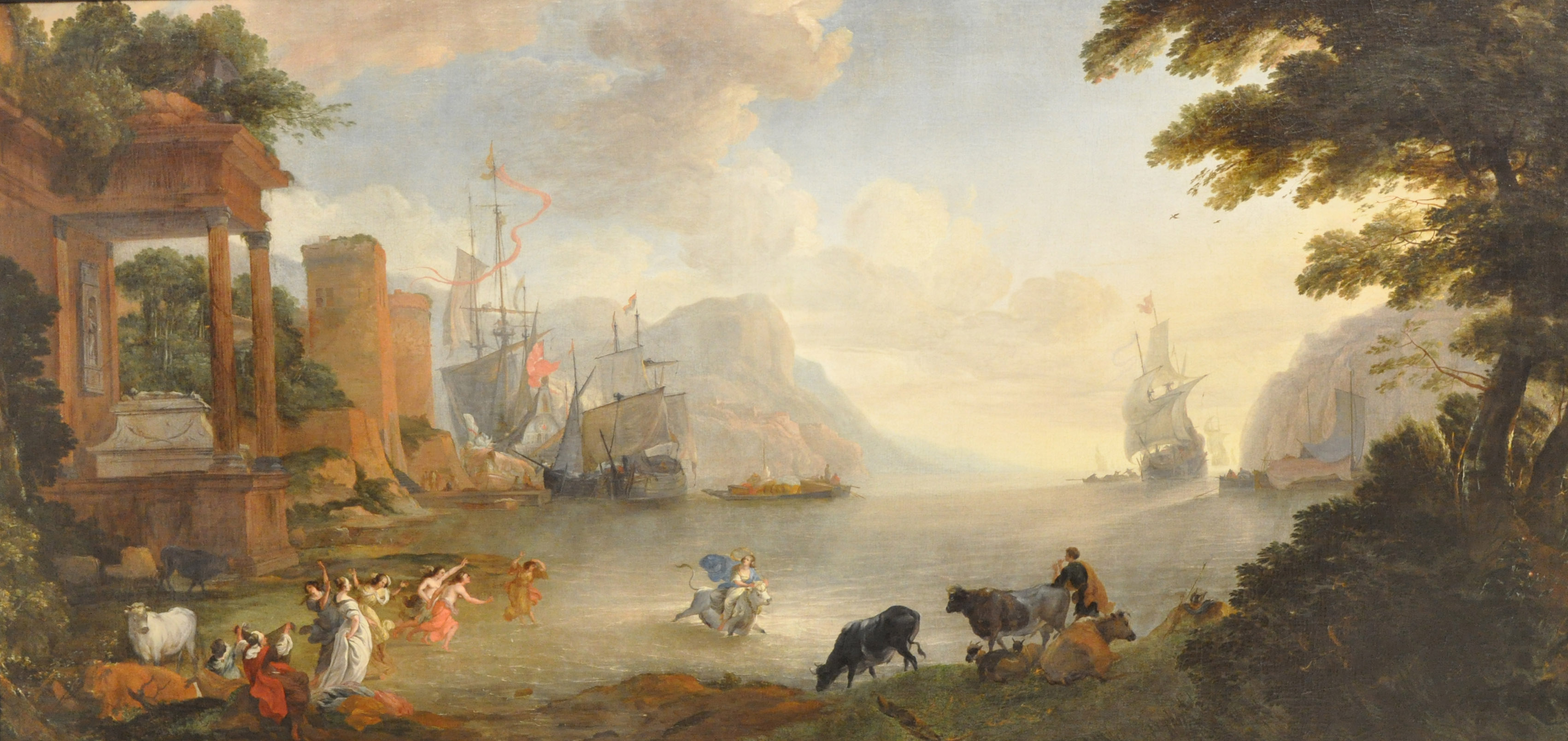
Paysage avec l'enlèvement d'Europe Hendrik van Minderhout
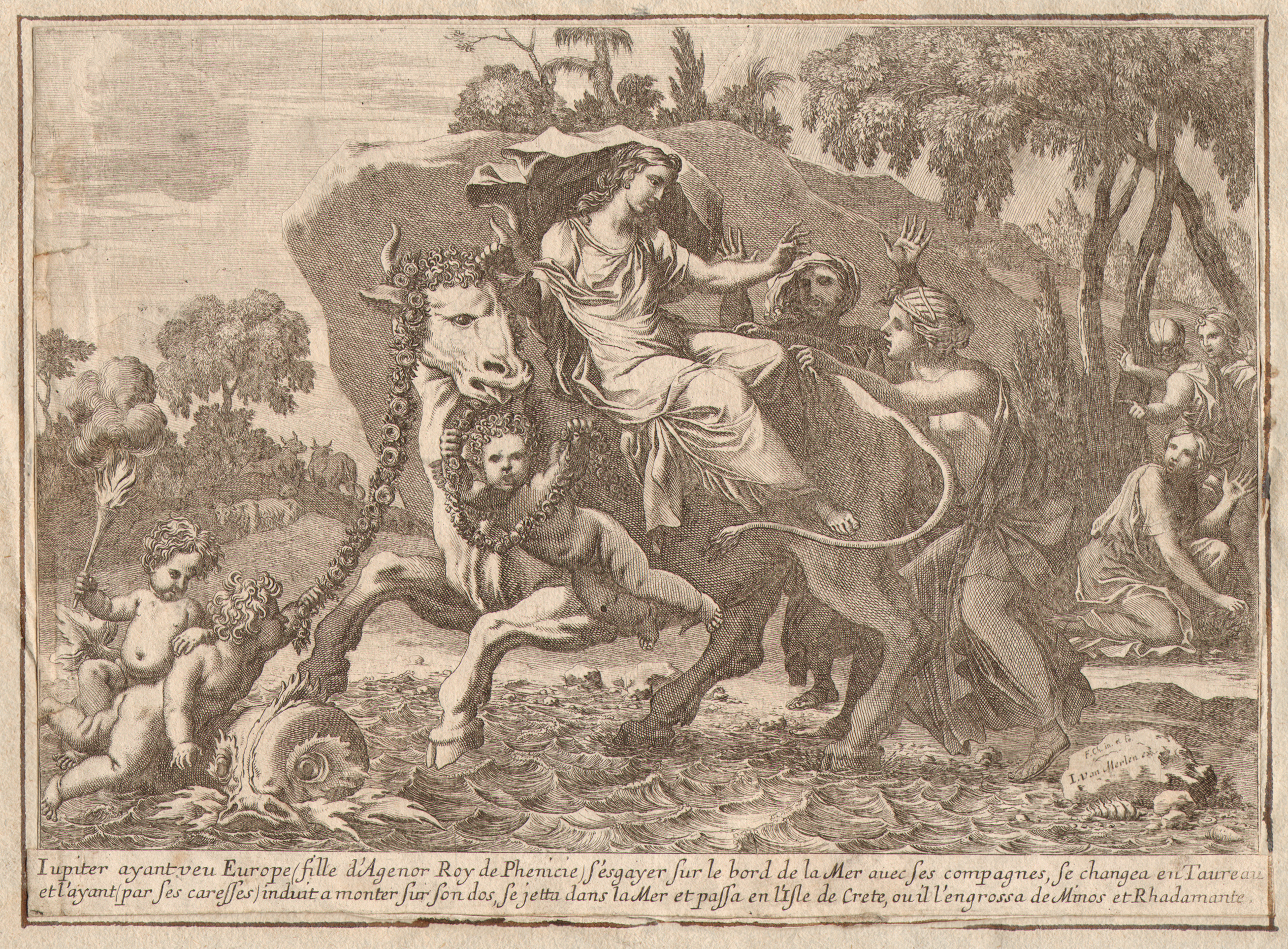
François Chauveau, Métamorphoses d'Europe, 1650, Eau-forte
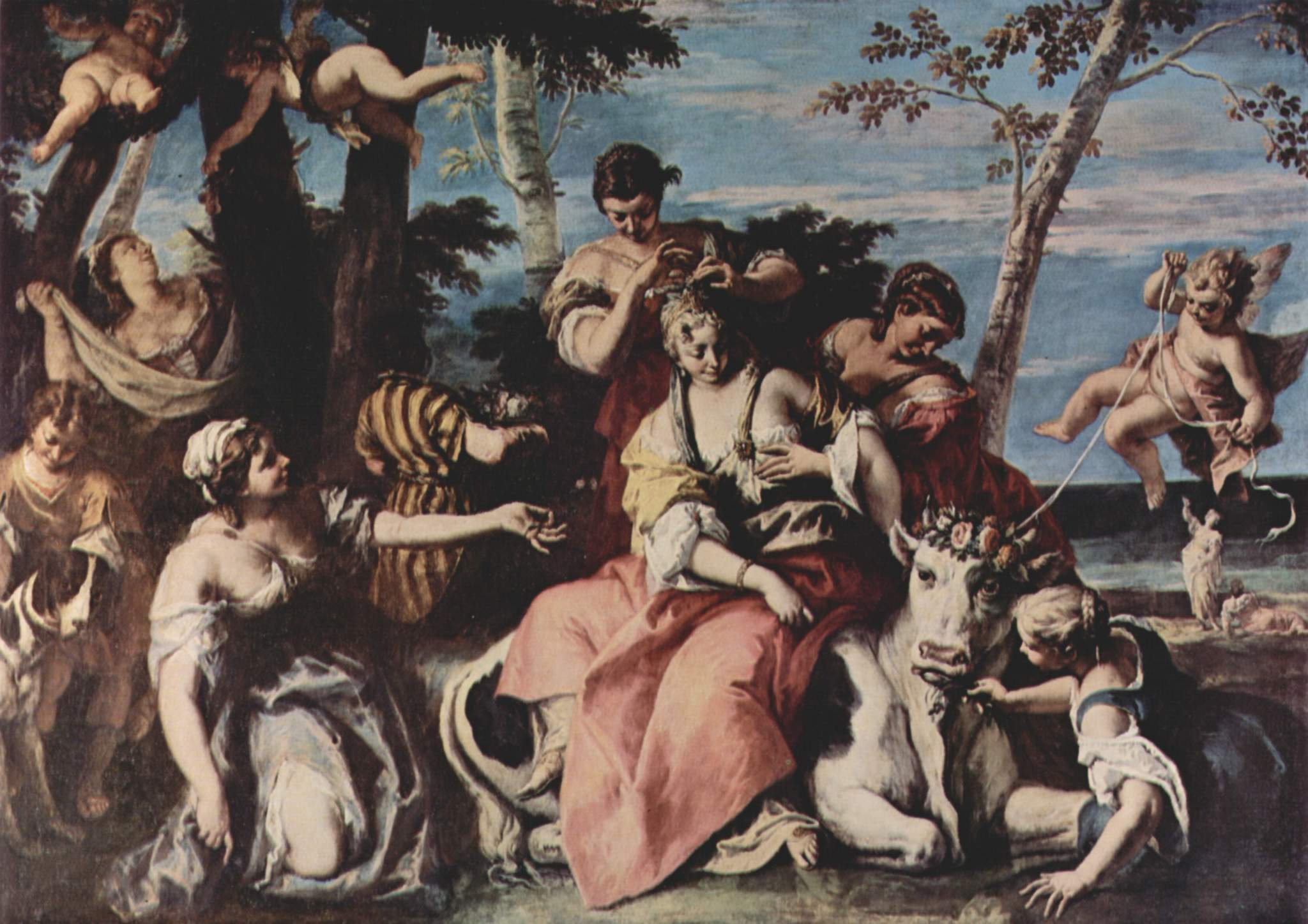
L'Enlèvement d'Europe Sebastiano Ricci, v. 1720 Rome, Palazzo Taverna
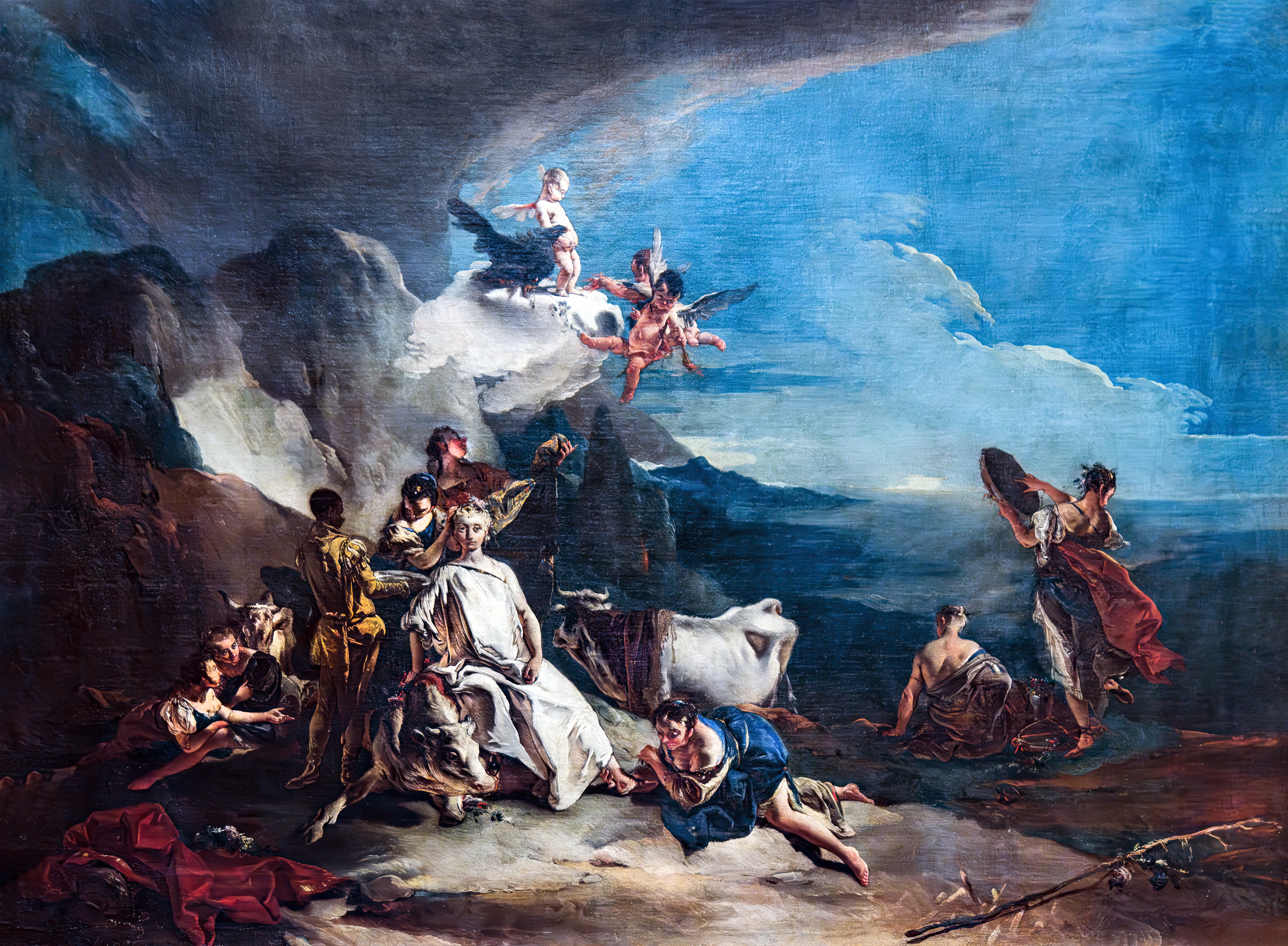
Giambattista Tiepolo, 1730 Gallerie dell'Accademia de Venise
Pièce grecque de deux euros.

En astronomie, la constellation du Taureau fait référence à l'enlèvement d'Europe.
Depuis le 2 mai 2013, le visage d'Europe se trouve sur les billets de 5, 10 et 20 €, nouvelle édition. Le visage d’Europe choisi provient d’un vase antique en céramique du IVe siècle avant notre ère qui fait partie de la collection du musée du Louvre à Paris. Europe est également représentée sur les pièces de cinquante centimes de livres chypriotes avant 2008 ainsi que sur les pièces grecques de deux euros.

### Sources anciennes

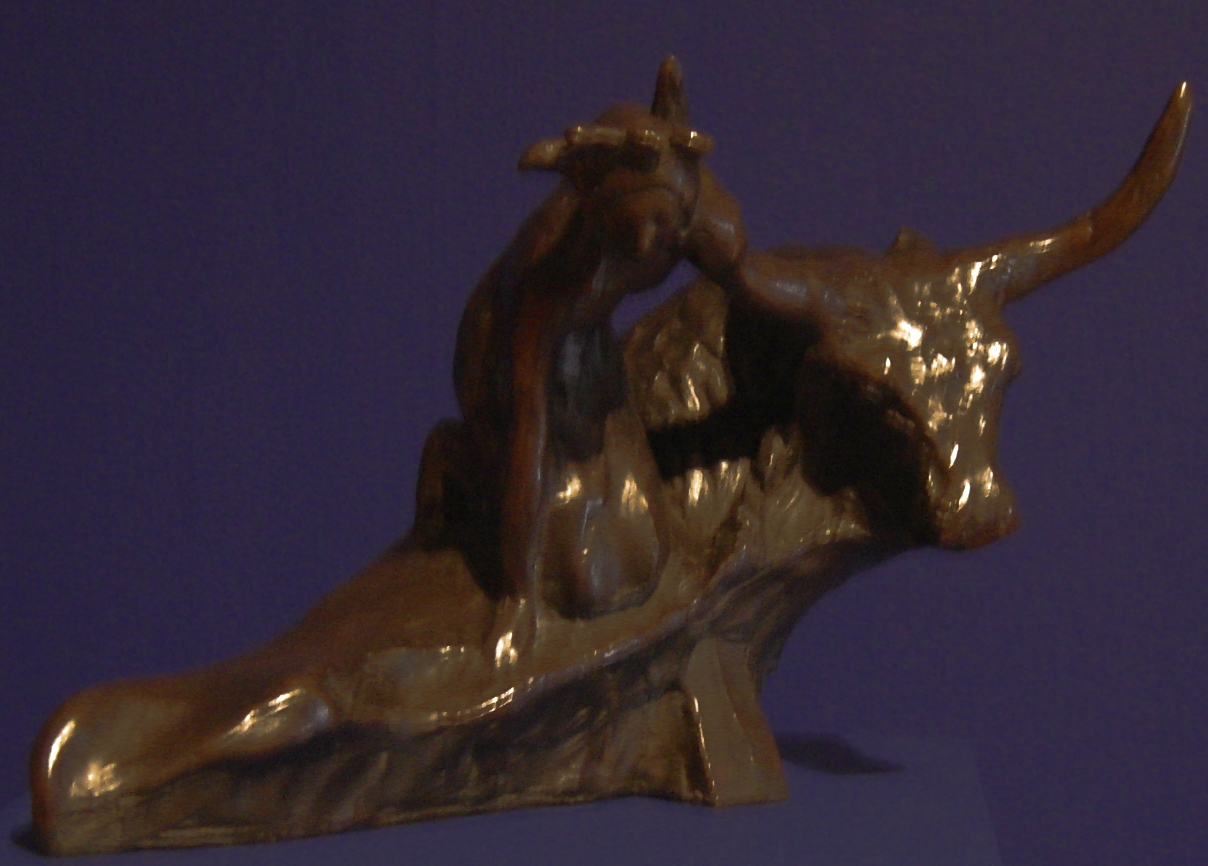
L'Enlèvement d'Europe, V. A. Serov, XIXe siècle.

- Ovide, Métamorphoses [détail des éditions] [lire en ligne] (II, 833 et suiv.)
- Boccace, De mulieribus claris.